# Torsiunea unei curbe
În geometria diferențială a curbelor tridimensionale, torsiunea a unei curbe măsoară cât de strâns se curbează ea în afara planului osculator. Luate împreună, curbura și torsiunea unei curbe în spațiu sunt analoge cu curbura unei curbe plane. De exemplu, aceștia sunt coeficienți în sistemele de ecuații diferențiale care fac obiectul formulelor Frenet–Serret.

## Definiție

Animarea torsiunii și rotației corespunzătoare a versorului binormal. Versorul tangent la curbă este cel bej, cel normal, care indică curbura, este cel verde, iar cel binormal, care indică torsiunea, este cel albastru.

Fie r o curbă în spațiu parametrizată prin lungimea arcului⁠(d) s și cu versorul T. Dacă curbura κ sau r într-un anumit punct nu este zero, atunci versorul normal principal și versorul binormal în acel punct (v. formulele Frenet–Serret) sunt versorii
{\displaystyle \mathbf {N} ={\frac {\mathbf {T} '}{\kappa }},\quad \mathbf {B} =\mathbf {T} \times \mathbf {N} }
respectiv, unde primul este derivata versorului în raport cu parametrul s. Torsiunea τ măsoară viteza de rotație a versorului binormal în punctul dat. Se calculează din ecuația
{\displaystyle \mathbf {B} '=-\tau \mathbf {N} .}
care înseamnă
{\displaystyle \tau =-\mathbf {N} \cdot \mathbf {B} '.}
Cum {\displaystyle \mathbf {N} \cdot \mathbf {B} =0}, asta este echivalent cu {\displaystyle \tau =\mathbf {N} '\cdot \mathbf {B} }.
Notă: Derivata versorului binormal este perpendiculară atât pe binormală, cât și pe tangentă, prin urmare trebuie să fie proporțională cu versorul normal principal. Semnul negativ este doar o chestiune de convenție: este un produs secundar al dezvoltării istorice a subiectului.
Relevanța geometrică: Torsiunea τ(s) măsoară rotirea versorului binormal. Cu cât torsiunea este mai mare, cu atât versorul binormal se rotește mai repede în jurul axei date de versorul tangent. În figura animată rotația versorului binormal este clar vizibilă în vârfurile funcției de torsiune.

## Proprietăți
- O curbă plană cu o curbură care nu se anulează are torsiune zero în toate punctele. Invers, dacă torsiunea unei curbe regulate cu curbură care nu se anulează este nulă peste tot, atunci această curbă se află într-un plan fix.
- Curbura și torsiunea unei elice sunt constante. Invers, orice curbă în spațiu a cărei curbură și torsiune sunt atât constante, cât și diferite de zero este o spirală. Sensul pozitiv al torsiunii este definit într-un sistem de coordonate carteziene pe dreapta (adică dat de regula mâinii drepte) în ordinea versorilor tangent, normal, respectiv binormal.[1].

## Descriere alternativă
Fie r = r(t) ecuația parametrică a curbei din spațiu. Se presupune că aceasta este o parametrizare regulată și că curbura curbei nu se anulează. Din punct de vedere analitic, r(t) este o funcție derivabilă de trei ori a lui t cu valori în R3, iar vectorii 
{\displaystyle \mathbf {r'} (t),\mathbf {r''} (t)}
sunt liniar independenți⁠(d).
Apoi torsiunea poate fi calculată cu următoarea formulă:
{\displaystyle \tau ={\frac {\det \left({\mathbf {r} ',\mathbf {r} '',\mathbf {r} '''}\right)}{\left\|{\mathbf {r} '\times \mathbf {r} ''}\right\|^{2}}}={\frac {\left({\mathbf {r} '\times \mathbf {r} ''}\right)\cdot \mathbf {r} '''}{\left\|{\mathbf {r} '\times \mathbf {r} ''}\right\|^{2}}}.}
Aici semnele „prim” indică derivatele în funcție de t, iar semnul × indică produsul vectorial. Pentru r = (x, y, z), formula pe componente este
{\displaystyle \tau ={\frac {x'''\left(y'z''-y''z'\right)+y'''\left(x''z'-x'z''\right)+z'''\left(x'y''-x''y'\right)}{\left(y'z''-y''z'\right)^{2}+\left(x''z'-x'z''\right)^{2}+\left(x'y''-x''y'\right)^{2}}}.}